# فرنسيس شيهان
فرنسيس شيهان (بالإنجليزية: Francis Sheehan)‏ هو منافس ألعاب قوى أمريكي، (و. 1884 – 1953 م).

## وصلات خارجية
- فرنسيس شيهان على موقع أوليمبيديا (الإنجليزية)